# QX Весов
QX Весов (лат. QX Librae) — одиночная переменная звезда в созвездии Весов на расстоянии (вычисленном из значения параллакса) приблизительно 3829 световых лет (около 1174 парсеков) от Солнца. Видимая звёздная величина звезды — от +12m до +11,3m.

## Характеристики
QX Весов — пульсирующая переменная звезда типа RR Лиры (RRAB).